# Kabinett Borg Olivier IV
Das maltesische Kabinett Borg Olivier IV wurde am 3. März 1962 von Premierminister Ġorġ Borg Olivier von der Partit Nazzjonalista (PN) gebildet. Es löste das erste Kabinett Mintoff ab und befand sich bis 1966 im Amt.

## Geschichte

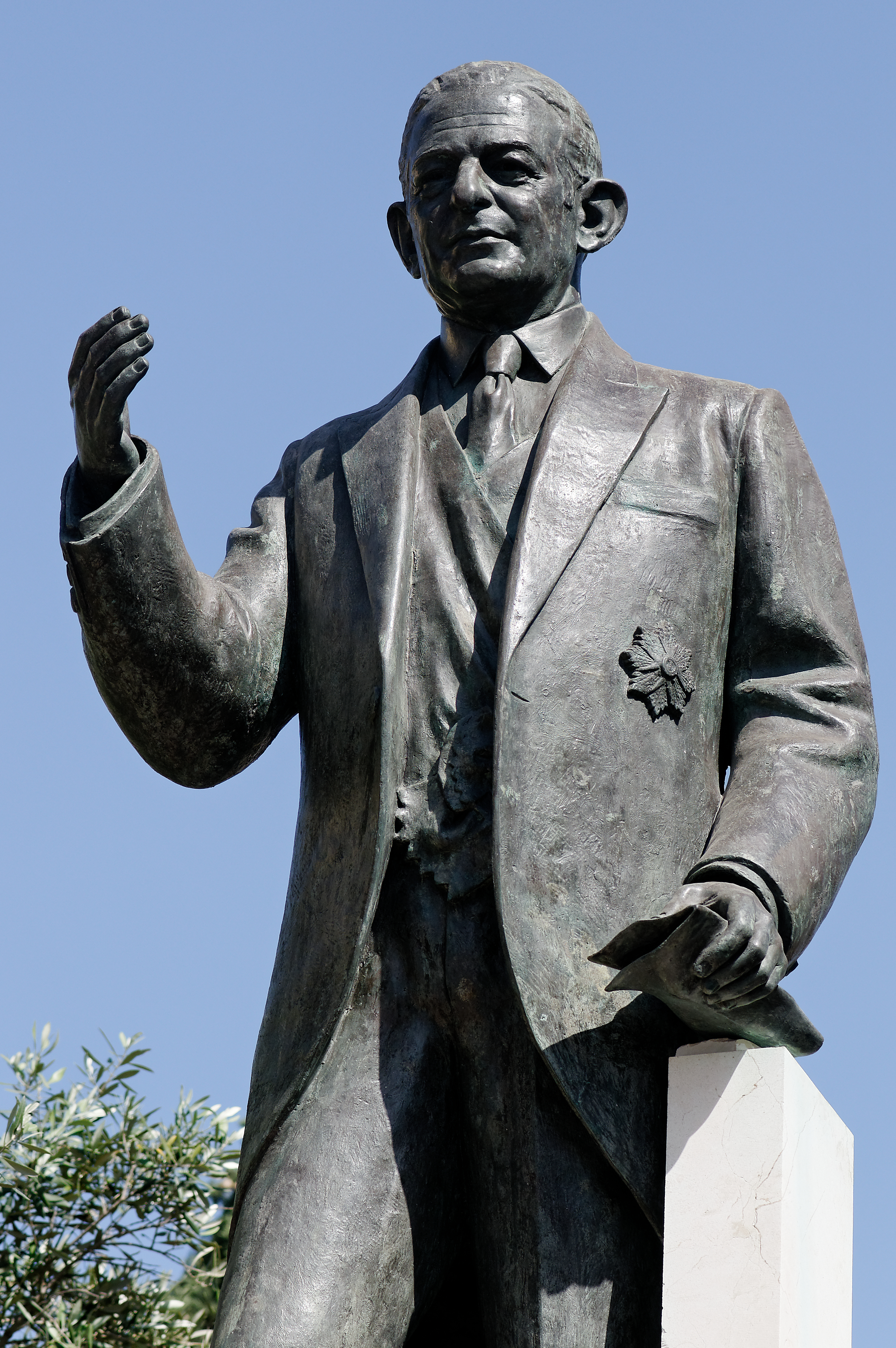
Statue von Ġorġ Borg Olivier auf dem Castille Square in Valletta

Nachdem Gespräche über die Souveränität der Verwaltung Maltas mit der britischen Regierung gescheitert waren, rief die Gewerkschaft GWU (General Workers Union) zum landesweiten Streik aus, der am 18. April 1958 in Zusammenstößen zwischen Arbeitern, Polizei und Einheiten der British Army endete. Daraufhin war Premierminister Dom Mintoff von der Partit Laburista (PL) am 26. April 1958 zurückgetreten, während Borg Olivier als Oppositionsführer die Bildung einer Übergangsregierung ablehnte. Daraufhin kam es zur Direktverwaltung der Inseln durch den britischen Gouverneur von Malta, Generalleutnant Robert Laycock. Durch eine Übergangsverfassung wurde 1959 ein Exekutivrat unter britischer Herrschaft eingeführt. Die sogenannte „blutige Verfassung“ (‚Blood Constitution‘), die 1961 durch den Exekutivrat veröffentlicht wurde, sah wiederum eine Selbstverwaltung der nunmehr in Maltesischen Staat umbenannten Inseln vor.
Daraufhin kam es am 17. und 19. Februar 1962 zu Wahlen zum Repräsentantenhaus, aus denen die Partit Nazzjonalista (PN) Borg Oliviers mit 25 der 50 Sitze als Sieger hervorging. Die Partit Laburista (PL) Mintoffs verlor sieben Sitze und verfügte nur noch über 16 Mandate. Die Christian Workers’ Party (CWP) bekam vier Sitze, die Democratic Nationalist Party (DNP) bekam ebenfalls vier Sitze, während auf die Progressive Constitutionalist Party (PCP) lediglich einen Sitz bekam.
Vom 2. bis zum 4. Mai 1964 fand ein Referendum für eine unabhängige Verfassung statt. Am 21. September 1964 wurde Malta die Unabhängigkeit von Großbritannien im Rahmen einer konstitutionellen Monarchen mit Königin Elisabeth II. als Staatsoberhaupt gewährt und die Inseln damit eine unabhängige Nation innerhalb der Commonwealth of Nations. Die römisch-katholische Kirche wurde daraufhin Staatskirche. Zugleich zahlte Großbritannien an Malta Subventionen gegen die Überlassung von Stützpunkten auch für die NATO.
Nach dem Sieg der PN bei den Wahlen am 26. und 28. März 1966 bildete Borg Olivier sein fünftes Kabinett. 

## Minister
| Amt                                                      | Name                                                       | Partei               | Anmerkungen |
| -------------------------------------------------------- | ---------------------------------------------------------- | -------------------- | --- |
| Premierminister, Minister für Wirtschaftsplanung         | Ġorġ Borg Olivier                                          | Partit Nazzjonalista | zugleich zwischen 1963 und 1964 Finanzminister seit dem 21. September 1964 zugleich Außenminister                                    |
| Finanzminister                                           | Giovanni Felice George Borg Olivier Tommaso Caruana Demajo | Partit Nazzjonalista | Felice: Amtszeit 1962 bis 1963 Borg Olivier: Amtszeit 1963 bis 1964, zugleich Premierminister Caruana Demajo: Amtszeit 1964 bis 1966 |
| Minister für Industrie und Tourismus                     | Giovanni Felice                                            | Partit Nazzjonalista | zugleich 1962 bis 1963 Finanzminister                                                                                                |
| Bildungsminister                                         | Antonio Paris                                              | Partit Nazzjonalista | |
| Minister für Landwirtschaft, Fischerei und Kommunikation | Carmelo Caruana                                            | Partit Nazzjonalista | |
| Justizminister                                           | Giovanni Felice Tommaso Caruana Demajo                     | Partit Nazzjonalista | Felice: Amtszeit 1962 bis 1963 Caruana Demajo: Amtszeit 1963 bis 1966, zugleich 1964 bis 1966 Finanzminister                         |
| Minister für Arbeit, Auswanderung und soziale Dienste    | Alexander Cachia Zammit                                    | Partit Nazzjonalista | |
| Gesundheitsminister                                      | Paul Borg Olivier                                          | Partit Nazzjonalista | |